# Modern Ifjúsági Könyvtár
A Modern Ifjúsági Könyvtár egy 20. század eleji magyar könyvsorozat volt, amely a következő köteteket tartalmazta:
- 1. A bűvös forrás és más mesék. 64 l.
- 2. Északi történetek ég és tenger között és a Sampo Lappelill. 63 l.
- 3. Róna Erzsébet: Napsugár hercegnő. Ford.: Sebestyén Károlyné. 62 l.
- 4. Öles Miska és más mesék. 62 l.
- 5. Lagerlöf Zelma: A betlehemi gyermek. 64 l.
- 6. B. U. É. K. Naptár az 1914. évre. 62 l.
- 7. Kunos Ignác: Török mesevilág, 63 l.
- 8. Szikra [gr. Teleki Sándorné]: Kincsesláda. Pogány Willy rajzaival. 62 l.